# تومي نيوبيري
تومي نيوبيري (مدرب النجاح الأمريكي) هو مؤلف سبعة كتب - بما في ذلك كتاب نيويورك تايمز الأكثر مبيعًا، مبدأ 4:8، والكتاب الكلاسيكي التحفيزي، "النجاح ليس حادثًا" - وكلاهما تُرجم إلى عشرات اللغات. وهو أيضًا متحدث تحفيزي نشط. وهو رئيس نادي 1%، الذي تم تطويره لمساعدة رواد الأعمال وأسرهم في قيادة الأعمال.

## كتبه
مبدأ 4:8 هو أحد أكثر الكتب مبيعاً بحسب صحيفة وول ستريت جورنال وصحيفة نيويورك تايمز.
بالإضافة إلى مبدأ 4:8، ألف نيوبيري كتاب "النجاح ليس حادثًا"، وكتاب "366 يومًا من الحكمة والإلهام"، وكتاب "الحرب على النجاح".
يلقي تومي نيوبيري محاضرات بشكل متكرر في المدارس والكنائس ومؤتمرات الأعمال، كما ظهر كضيف في أكثر من 200 برنامج إذاعي وتلفزيوني، بما في ذلك، أخبار سارة، عيش الحياة، فوكس والأصدقاء، برنامج لو دوبس، عالمك مع نيل كافوتو، أمريكا مع جانيت بارشال، غرفة استراتيجية فوكس نيوز، كل يوم مع ليزا وماركوس وغيرها.

## الشهرة
يُعرف تومي أيضًا باسم "المدرب تومي نيوبيري" ومدرب النجاح في أمريكا. وهو مؤسس The Couples Planning Retreat، وهو ملاذ زواج فاخر يساعد الأزواج على تحويل زيجاتهم من جيدة إلى عظيمة.

## روابط خارجية
- الموقع الرسمي